# Testament (traktat Jeana Mesliera)
Testament – traktat filozoficzny  napisany przez księdza Jeana Mesliera, wydany po raz pierwszy  w 1762 r. we Francji. Wydanie polskie „Testamentu” w tłumaczeniu Zbigniewa Bieńkowskiego ukazało się w 1955 r. w serii Biblioteka Klasyków Filozofii.

## Treść
Testament dzieli się na 99 rozdziałów, ujętych w osiem dowodów jałowości i fałszywości religii.
- dowód pierwszy, stanowił krytyczną analizę genezy kultów religijnych,
- dowód drugi, stanowił krytykę wzajemnych sprzeczności w Ewangelii oraz ślepej wiary i posłuchu dla autorytetu,
- dowód trzeci, stanowił krytyczną analizę objawień, proroctw i obrzędów,
- dowód czwarty, stanowił krytykę cech nadprzyrodzonych w proroctwach opisanych w Piśmie Świętym,
- dowód piąty, stanowił krytykę tez dogmatyki, przede wszystkim stanowił krytykę kultu hostii i doktryny grzechu pierworodnego,
- dowód szósty, stanowił krytykę zła sankcjonowanego przez kościoły i instytucje religijne, a więc: niesprawiedliwość ustroju społecznego, wyzysk, nędze, uprzywilejowanie bogatych i upośledzenie biednych,
- dowód siódmy, stanowił krytykę teologicznych i filozoficznych koncepcji Boga,
- dowód ósmy, stanowił krytykę dogmatu o nieśmiertelności duszy.

Dzieło kończy się potężnym ateistycznym i materialistycznym credo. Ksiądz Jan Meslier wzywa w nim do walki z tyranią i religią będąca jej podporą i ostoją.

## Publikacja
Rękopis „Testamentu”, o tytule Mój testament będący dziełem życia Jana Mesliera znaleziono dopiero po jego śmierci. Sporządzono z oryginału kilka odpisów które krążyły w XVIII w. po Francji. Pierwsze wydanie dzieła, a właściwie wyciąg sporządzony z „Testamentu” przez Woltera, miało miejsce w 1762 r. i zostało natychmiast skazane na spalenie przez paryski parlament.
Wydanie polskie „Testamentu” w tłumaczeniu Zbigniewa Bieńkowskiego o pełnym tytule Wyciąg z testamentu Jana Meslier czyli rozmyślania proboszcza z Etrépigny i But przeznaczone dla jego parafian ukazało się w 1955 r. w serii „Biblioteka Klasyków Filozofii”.
Dzieło Mesliera wielokrotnie było skazywane na spalenie. Zachwyceni natomiast „Testamentem” byli francuscy filozofowie, głównie Wolter, który często wspominał o nim w swej bogatej korespondencji, nie szczędząc zachwytów pod jego adresem.